# 南霁云
南霽雲（？—757年），唐代軍官，魏州頓丘縣人。排行第八，人稱“南八”，張巡、許遠的部將，在安史之亂中殉國。

## 生平
幼年家貧，曾在河岸為人操舟，習七十二路槍法，能左右開弓，力大無窮。
天寶十四年（755年），安祿山叛乱，南霽雲被張巡提拔為將。不久，隨張巡守睢陽（今河南商丘）。唐肅宗至德二年（757年），楊朝宗攻寧陵（今河南寧陵），南霽雲、雷萬春領兵迎戰，斬賊將二十人，殲敵萬餘人。同年五月，尹子奇圍睢陽，南霽雲向尹子奇放箭，中其左眼。尹子奇軍大亂，引兵退去。
後城裏的守軍剩下一千六百多人，糧草不繼，士兵開始啃樹皮。張巡派南霽雲率三十名騎兵突圍，向臨淮（今江蘇盱眙）守將賀蘭進明借兵，賀蘭進明害怕叛軍，又懼張巡功高於已，不願出兵救睢陽。但他愛惜南霽雲勇猛，設宴招待南霽雲，想留下南霽雲為自己所用。南霽雲感慨說：“雲來時，睢陽之人不食月餘日矣。雲雖欲獨食，義不忍；雖食，且不下嚥！”南霽雲咬斷一根指頭吃下去，讓賀蘭進明看，參加宴會的官員看了大吃一驚。南霽雲知道賀蘭進明不肯出兵，只好憤怒離去；出城之後，抽一箭射中佛寺浮圖，告訴賀蘭進明說：“吾歸破賊，必滅賀蘭！此矢所以志也。”
在睢陽返城途中，被叛軍發現，經一場血戰，才進了睢陽城內。城內絕糧，“茶紙既盡，遂食馬；馬盡，羅雀掘鼠”，開始食人，張巡將愛妾殺死充當軍糧，“然後括城中婦人食之；既盡，繼以男子老弱”。盡食城民二萬多人，最終全城只剩下四百餘人。尹子奇用雲梯攻城，城頭上的守軍已餓到無法拉弓。
至德二年（757年）十月，睢陽城破，張巡、許遠、雷萬春、南霽雲等三十六將被俘，叛軍勸張巡投降，張巡不降，又勸南霽雲投降。南霽雲不說話。張巡告訴他：“南八！男兒死則死耳，不可為不義者屈。”南霽雲笑說“欲將以有為也，公知我者，敢不死！（（我）打算（假投降保留性命）將來再有所做為，您是了解我的，（既然您這麼說），我怎敢不死！）”，不屈而被殺。安史之亂平息後，南霽雲被敕追封為開府儀同三司，又贈揚州大都督，並置像於凌煙閣。

## 延伸閱讀
[在维基数据编辑]
 《新唐書·卷192》，出自《新唐書》